# زیر آب (فیلم ۱۳۸۸)
زیر آب فیلمی به کارگردانی سپیده فارسی و نویسندگی سپیده فارسی و محمد رضایی‌راد محصول سال ۱۳۸۸ است.

## بازیگران
- بیژن امکانیان
- مسعود رایگان
- فریبا کامران
- سروش صحت
- شبنم مقدمی
- بهنام تشکر
- نوشین حسن‌زاده
- آیدا کیان پور
- عارف کرد
- محمدرضا زادسرور